# Amorphophallus linearis
Amorphophallus linearis är en kallaväxtart som beskrevs av François Gagnepain. Amorphophallus linearis ingår i släktet Amorphophallus och familjen kallaväxter. Inga underarter finns listade.